# كاتدرائية القديسة مريم (وهران)
كنيسة القديسة مريم (بالفرنسيَّة: Cathédrale Sainte Marie) أو كاتدرائية وهران هي كاتدرائية رومانيَّة كاثوليكيَّة، وهي الكاتدرائية المسيحيَّة الرئيسية في مدينة وهران، الجزائر.
تقع الكاتدرائية تحديدًا في قطاع سانت يوجين. وهي كنيسة الرعية لهذا الحي. شيد هذا الصرح في عام 1960 بدلاً من بناء كنيسة آخرى التي لم تنته من بنائها. خلال عام 1980، بُنيت كاتدرائية القلب المقدس، وهي مبنى أكبر، من قبل طلب المطران كلافري للسلطات الجزائرية. وتم نقل مقر الأسقف لاحقًا إلى سرداب كنيسة القديسة مريم. وتم تجديدها بالكامل في عام 2012.